# 汉氏大海葵
汉氏大海葵（学名：Stoichactis haddoni）为大海葵科大海葵属的动物。分布于日本、澳大利亚以及南海西沙群岛等。